# Замок Амиейра
Замок Амиейра (порт. Castelo de Amieira) — средневековый замок в Португалии в поселке Амиейра-ду-Тежу, округ Порталегри.

## История
В период Реконкисты и формирования королевства Португалия король Саншу II (1223—1248) пожертвовал ордену Святого Иоанна (госпитальерам) ряд деревень, в том числе Амиейру, Белвер и Крату (1232).
Из трех указанных деревень Амиейра единственная столетие спустя, при Афонсу IV, превратилась в укрепленное поселение. Строительство замка велось под руководством Альваро Гонсалвиша Перейры, незаконнорождённого сына магистра госпитальеров в Португалии Гонсалу Перейры и отца будущего коннетабля Нуну Альвареша Перейры. В 1359 году строительство перешло в ведение ещё одного сына Перейры — Педру, и было завершено к 1362 году.

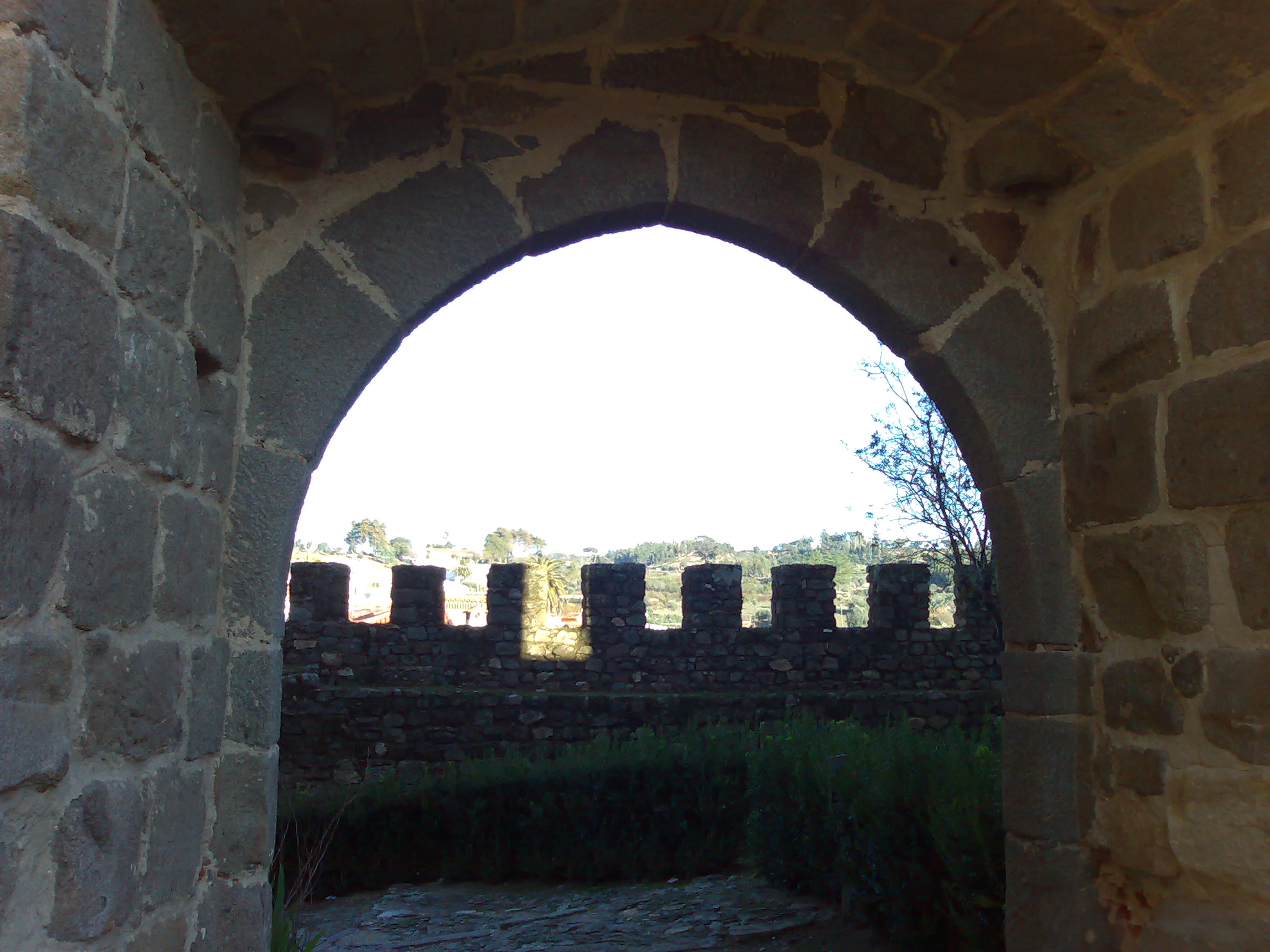
Ворота башни и барбакан.

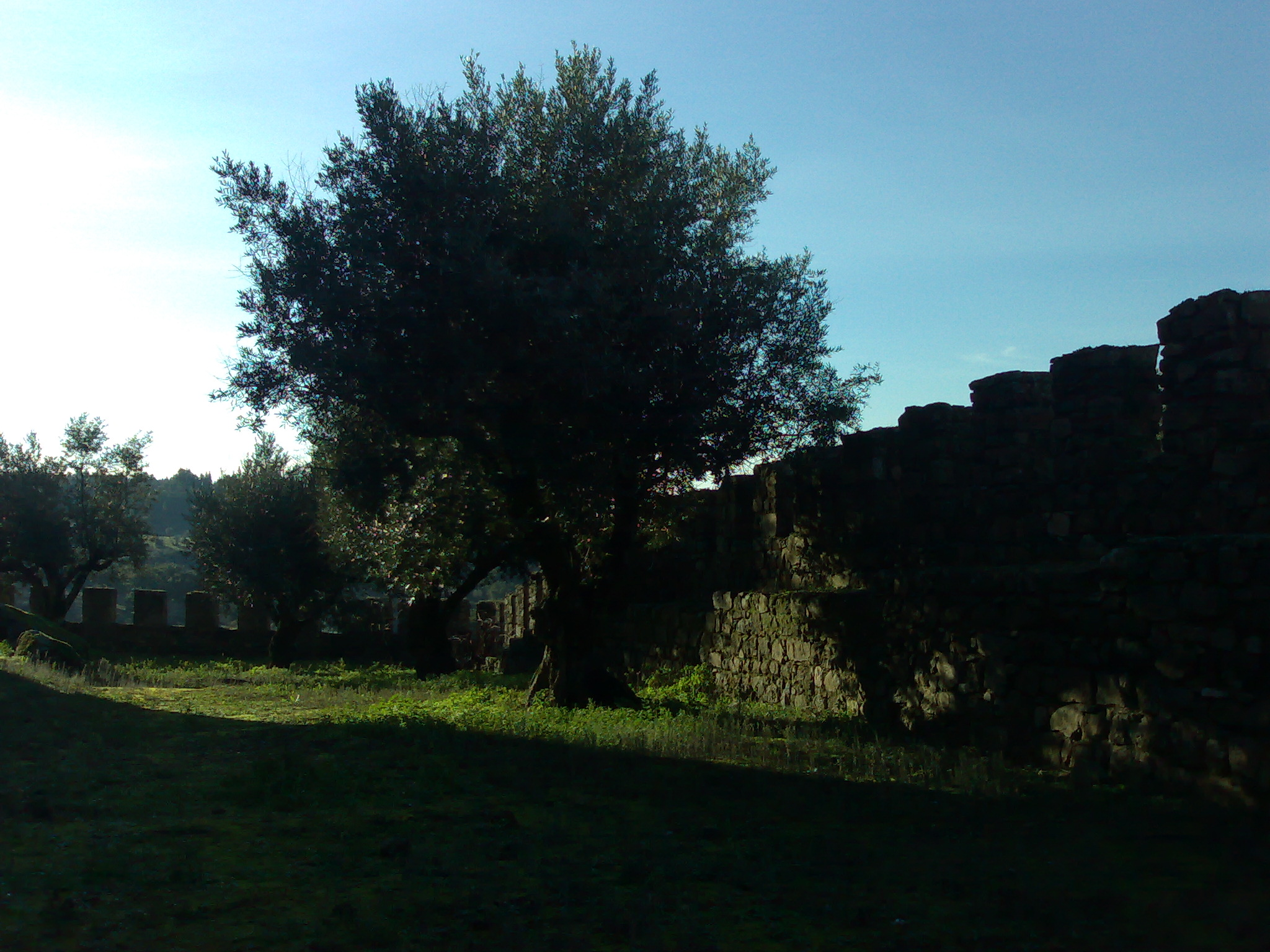
Барбакан.

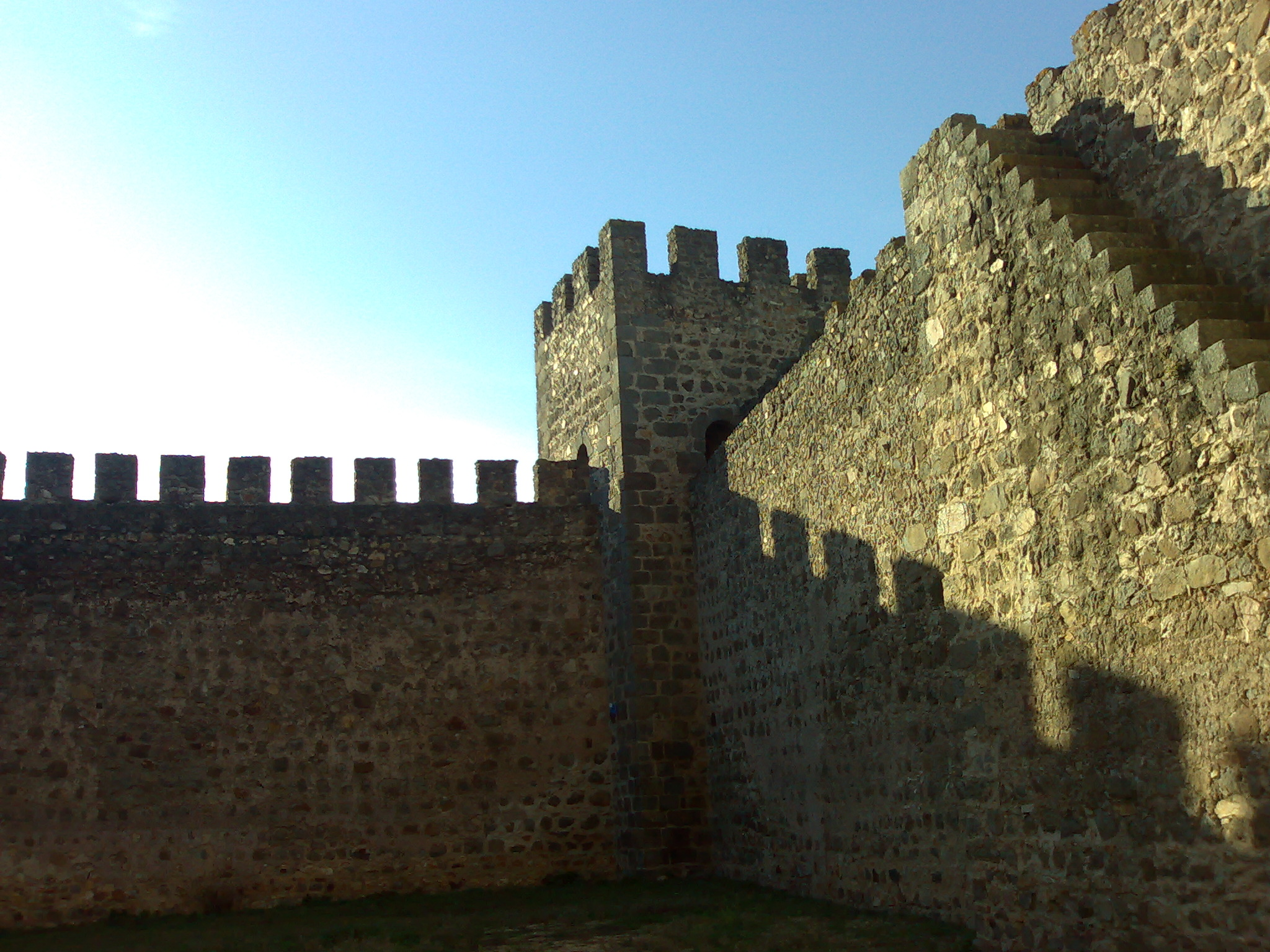
Башня и участок стены.

Во время кризиса 1383—1385 годов магистр госпитальеров Педру Перейра признал статус Беатрис, дочери Фернанду I, как законной наследницы трона. Замок Амиейра, наряду с другими замками Ордена, принес клятву верности королеве. Ситуация изменилась спустя несколько месяцев, когда Нуну Альвареш Перейра, брат магистра, изгнал сторонников Беатрис в Кастилию.
В 1440 году Элеонора, принцесса Арагона, поссорилась с инфантом Педру и, получив поддержку епископа Крату Нуну де Гойша, обосновалась в Амиейре. В ответ Педру отдал приказ генералу Альвару Важ де Армада об оккупации замков госпитальеров в приграничном с Кастилией регионе. Замки сдались без сопротивления, а епископ Крату и Элеонора бежали в Кастилию. После этого Педру передал замок Амиейра в руки Педру Родригеша де Кастру, своему приближенному.
В последующие века замок перенес несколько модернизаций, в частности при Жуане II (1481—1495) и Мануэле I (1495—1521), которые использовали замок в качестве тюрьмы. В XVI веке у стен замка была построена часовня в память Иоанна Крестителя (1556).
Во время войны за независимость у стен замка были построены жилые здания, которые в 1755 году оказались разрушены из-за землетрясения.
В середине XIX века, возможно, в результате указа, запрещавшего захоронения в пределах церквей (1846), замок стал использоваться как кладбище для сельского населения.
В 1920-х годах помещения замка были переданы в ведение Военного министерства, с которым приходской совет заключил договор аренды, что позволило начать реставрацию замка. Указом № 8447 от 10 ноября 1922 года замок Амиейра был объявлен национальным памятником, а в 1940 году начались реставрационные работы под эгидой Генерального директората по вопросам национальных зданий и памятников (DGEMN). Благодаря этому замок хорошо сохранился до наших дней.

## Архитектура
Замок Амиейра довольно компактен, имеет прямоугольную форму и считается образцом португальского готического замка.
Стены усилены по углам четырьмя мощными башнями, имеет донжон и укрепленный барбакан. Внутренне пространство замка занимает плац. Снаружи сохранились следы рва по периметру замковых стен.
Вне стен, но соприкасаясь с одной из башен, расположена часовня Святого Иоанна Крестителя. Изнутри часовня украшена фреской с изображением своего покровителя и алтарь в стиле позднего Возрождения.